# Zeeburgertunnel
De Zeeburgertunnel is een verkeerstunnel onder het Buiten IJ in Amsterdam. De tunnel verbindt het Zeeburgereiland (Amsterdam-Oost) en Amsterdam-Noord met elkaar.
De Zeeburgertunnel is uitgevoerd als twee afzonderlijke tunnelbuizen die ieder drie rijstroken tellen. Hij is niet toegankelijk voor voetgangers en fietsers; zij dienen gebruik te maken van de parallel lopende Schellingwouderbrug.
De tunnel heeft een totale lengte van 946 meter, waarvan 336 meter een afgezonken tunnel is, bestaande uit drie delen van 110 meter.
De tunnel vormde bij de opening in 1990 het sluitstuk van de Ringweg om Amsterdam, die met de ingebruikname van het weggedeelte tussen het Coenplein en het Knooppunt Amstel was voltooid.

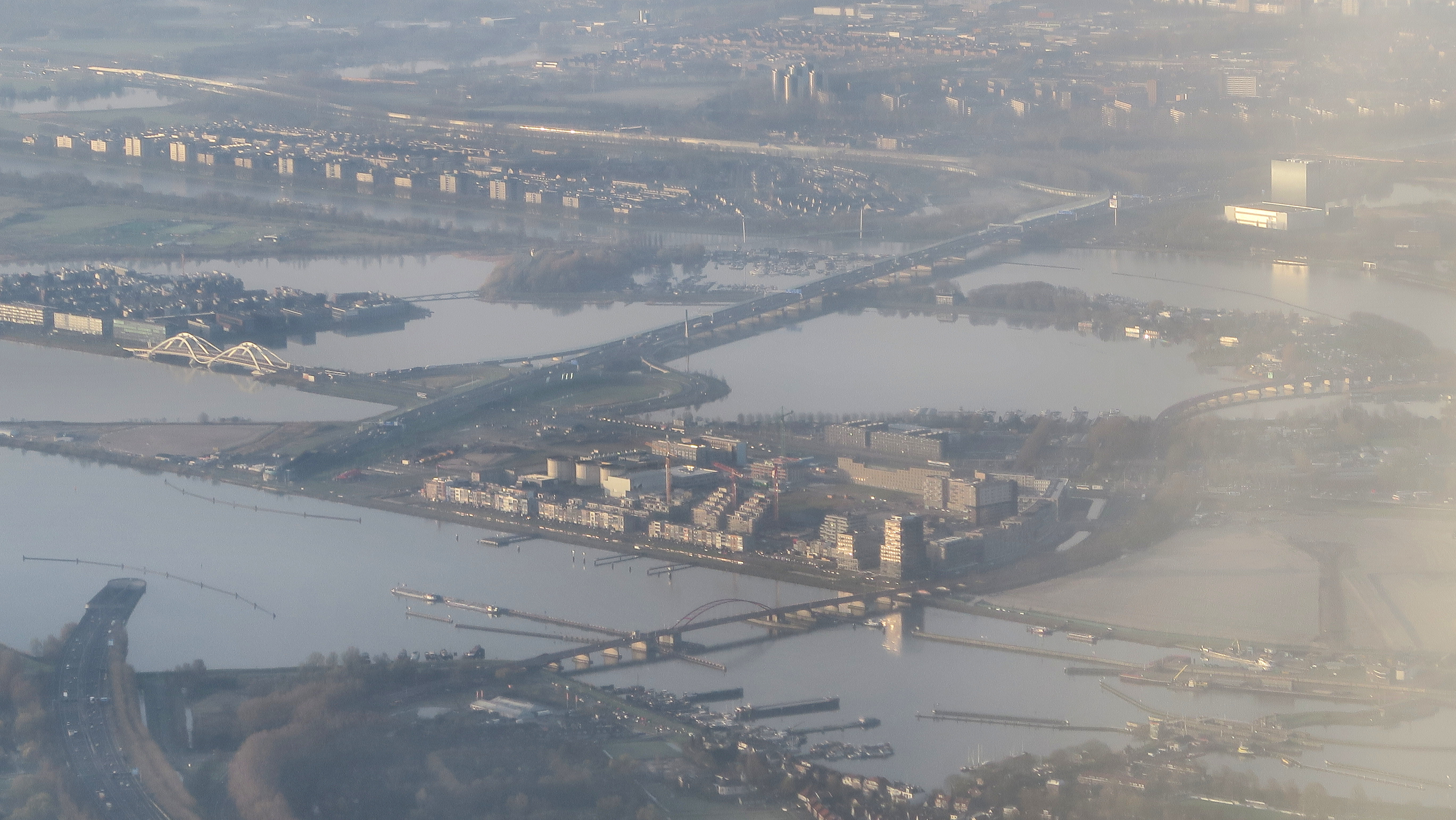
De Zeeburgertunnel links onder, gezien naar het zuidoosten. April 2018

Naast de twee verkeerstunnels beschikt de Zeeburgertunnel over nog vier kleinere tunnels aan beide zijden. Elke zijde heeft twee kokers boven elkaar. De onderste is de vluchttunnel en daarboven bevindt zich de technische koker.
Amsterdamsebrug ·
Beltbrug ·
Benno Premselabrug ·
Berlagebrug ·
Blauwbrug ·
Coentunnel ·
Cuyperspassage ·
Tweede Coentunnel ·
Diaconessenbrug ·
Duivendrechtsebrug ·
Enneüs Heermabrug ·
Fietstunnel Hempontplein ·
Van Hallbrug ·
Hembrug ·
Hemtunnel ·
Hogesluis ·
Hortusbrug ·
Houtmanspoorbrug (Singelgrachtbrug) ·
IJ-tunnel ·
Jan van Galenbrug ·
Jan Schaeferbrug ·
Kattenslootbrug ·
Kinkerbrug ·
Kortjewantsbrug ·
Magere Brug ·
Meeuwenpleinbrug ·
Michiel de Ruijtertunnel ·
M.S. Vaz Diasbrug ·
Nesciobrug ·
Nieuwe Amstelbrug ·
Odebrug ·
Oetewalerbrug ·
Overtoomse Sluis ·
Piet Heintunnel ·
Rotterdammerbrug ·
Rozenoordbrug ·
Scharrebiersluis ·
Schellingwouderbrug ·
Schinkelbrug ·
Spaarndammertunnel ·
Théophile de Bockbrug ·
Torontobrug ·
Utrechtsebrug ·
Westerkeersluis ·
Wiegbrug ·
Willemsbrug (Singelgracht) ·
Zeeburgerbrug ·
Zeeburgertunnel ·
Zeilbrug